# Yokohama Landmark Tower
Yokohama Landmark Tower (яп. 横浜ランドマークタワー Ёкохама Рандома:ку Тава:, «Башня-ориентир Иокогамы») — высочайшее здание Иокогамы и третье по высоте сооружение в Японии. Высота здания — 296,3 м. Небоскрёб расположен в районе Минато Мирай 21, напротив Иокогамского музея искусств. Строительство здания было закончено в 1993 году. На небоскрёбе расположена самая высокая обзорная площадка в стране. На момент завершения строительства «Лендмарк-тауэр» являлся самым высоким зданием, воздвигнутым на каком-либо острове, но 31 декабря 2003 года его опередил небоскрёб Тайбэй 101 (Тайвань).
Часть небоскрёба с 49 по 70 этажи занимает пятизвёздочный отель на 603 комнаты. Ниже расположены офисы, рестораны, клиники, магазины. Всего в здании 73 наземных и 3 подземных этажа. На 69 этаже находится смотровая площадка с возможностью обзора на 360°. Здание оборудовано лифтами, развивающими скорость до 12,5 м/с (45 км/ч). Такой лифт поднимет с 1-го на 70-й этаж примерно за 40 секунд.
На уровне 71 этажа установлены два инерционных демпфера.
Здание было воздвигнуто по проекту архитектора  по заказу организаций Shimizu Corporation и Mitsubishi Estate. Небоскрёб находится в собственности Mitsubishi Estate.